# جون سبنسر (لاعب اتحاد الرغبي)
جون سبنسر (بالإنجليزية: John Spencer)‏ هو لاعب اتحاد الرغبي بريطاني، ولد في 10 أغسطس 1947 في Grassington ‏ في المملكة المتحدة.

## وصلات خارجية
- جون سبنسر عل موقع إسبنسكروم (الإنجليزية)